# Tôn Tư Kính
Tôn Tư Kính (tiếng Trung: 孙思敬; sinh tháng 12 năm 1951) là Thượng tướng Lực lượng Cảnh sát Vũ trang Nhân dân Trung Quốc (PAP). Ông từng giữ chức vụ Chính ủy Lực lượng Cảnh sát Vũ trang Nhân dân Trung Quốc và Chính ủy Viện Hàn lâm Khoa học Quân sự Trung Quốc.

## Tiểu sử

### Thân thế
Tôn Tư Kính là người Hán sinh tháng 12 năm 1951 tại Thanh Đảo, tỉnh Sơn Đông.

### Giáo dục
Tháng 8 năm 1985 đến tháng 6 năm 1987, ông theo học khoa chính sử tại Đại học Sư phạm Sơn Đông.
Tháng 10 năm 1994 đến tháng 5 năm 1996, ông theo học lớp nghiên cứu sinh chuyên ngành quản lý kinh tế, Học viện Quản lý Kinh tế ở Đại học Công nghiệp Cáp Nhĩ Tân
Tháng 9 năm 2000 đến tháng 1 năm 2001, ông theo học khoa cơ bản tại Đại học Quốc phòng Trung Quốc.

### Sự nghiệp
Năm 1969, Tôn Tư Kính tham gia quân đội. Tháng 1 năm 1970, ông gia nhập Đảng Cộng sản Trung Quốc.
Tháng 11 năm 1982, ông là chính trị viên Tiểu đoàn Pháo binh. Tháng 5 năm 1983, ông được bổ nhiệm làm Chủ nhiệm Ban Chính trị Trung đoàn Pháo binh. Tháng 2 năm 1984, ông là thư ký Ban Thư ký 1, Văn phòng Bộ Tư lệnh Quân khu Tế Nam. Tháng 11 năm 1985, ông được bổ nhiệm giữ chức Trưởng phòng Phòng Thư ký Cục Chính trị Quân khu tỉnh Sơn Đông.
Tháng 9 năm 1991, ông chuyển sang làm cán sự Văn phòng Cục Chính trị thuộc Tổng cục Hậu cần Quân Giải phóng Trung Quốc. Tháng 1 năm 1992, ông là thư ký cho Văn phòng Bộ Tư lệnh Tổng cục Hậu cần. Tháng 12 năm 1994, ông được bổ nhiệm làm Tổng Thư ký Văn phòng Cục Chính trị thuộc Tổng cục Hậu cần Quân Giải phóng Nhân dân Trung Quốc. Tháng 10 năm 1999 đến tháng 10 năm 2002, ông đảm nhiệm chức vụ Phó Chính ủy Đại học Quân y 1 rồi Chính ủy Đại học Quân y 1 Quân Giải phóng Nhân dân Trung Quốc.
Tháng 7 năm 2001, ông được phong quân hàm Thiếu tướng. Tháng 10 năm 2002, ông được bổ nhiệm giữ chức Chính ủy Bệnh viện chung (Tổng y viện; 总医院) Quân Giải phóng Nhân dân Trung Quốc. Tháng 11 năm 2003, ông được điều chuyển làm Chủ nhiệm Cục Chính trị Tổng cục Hậu cần Quân Giải phóng Nhân dân Trung Quốc. Tháng 12 năm 2005, ông được bổ nhiệm giữ chức Ủy viên Ban Thường vụ Đảng ủy Tổng cục Hậu cần, Phó Chính ủy Tổng cục Hậu cần kiêm Bí thư Ủy ban Kiểm tra Kỷ luật Đảng ủy Tổng cục Hậu cần Quân Giải phóng Nhân dân Trung Quốc, Phó Bí thư Ủy ban Kiểm tra Kỷ luật Quân ủy Trung ương Trung Quốc. Tháng 7 năm 2007, ông được thăng quân hàm Trung tướng. Tháng 10 năm 2007, tại Đại hội Đảng Cộng sản Trung Quốc lần thứ 17, Tôn Tư Kính được bầu làm Ủy viên Ủy ban Kiểm tra Kỷ luật Trung ương Đảng Cộng sản Trung Quốc (CCDI).
Tháng 12 năm 2010, ông được điều sang làm Chính ủy Viện Hàn lâm Khoa học Quân sự Trung Quốc. Ngày 14 tháng 11 năm 2012, tại Đại hội Đảng Cộng sản Trung Quốc lần thứ 18, Tôn Tư Kính được bầu làm Ủy viên Ban Chấp hành Trung ương Đảng Cộng sản Trung Quốc khóa XVIII. Tháng 7 năm 2013, ông được phong quân hàm Thượng tướng. Tháng 12 năm 2014, Tôn Tư Kính được bổ nhiệm làm Chính ủy Lực lượng Cảnh sát Vũ trang Nhân dân Trung Quốc (PAP) đồng thời cải phong quân hàm Thượng tướng Quân Giải phóng Nhân dân Trung Quốc thành cảnh hàm Thượng tướng Cảnh sát Vũ trang. Tháng 1 năm 2017, ông được miễn nhiệm chức vụ Chính ủy Lực lượng Cảnh sát Vũ trang, thay thế ông là Trung tướng Chu Sinh Lĩnh.
Tháng 1 năm 2018, ông được bầu làm Ủy viên Ủy ban Toàn quốc Hội nghị Hiệp thương Chính trị Nhân dân Trung Quốc khóa XIII, nhiệm kỳ 2018 đến năm 2023.